# Cécile Berly
 (juillet 2024).
L'article doit être relu — et modifié si nécessaire — par des contributeurs indépendants pour apporter un regard critique aux contributions effectuées en violation des conditions d'utilisation de Wikipédia, tant sur la forme (notamment concernant le style encyclopédique, la proportionnalité) que sur le fond (la neutralité de point de vue, la qualité et l'indépendance des sources).
Œuvres principales
- Lettres de Madame de Pompadour (2014)
- Idées reçues sur Marie-Antoinette (2015)
- Les femmes de Louis XV (2018)
- "Trois femmes" (2020)
- "Marie-Antoinette" (2020)
- "La légèreté et le grave" (2021)
- "Guillotinnées" (2023)
- "Elles écrivent" (2024)

Cécile Berly (née le 6 mai 1979 à Savigny-sur-Orge) est écrivaine et historienne spécialiste du XVIIIe siècle. S'étant initialement consacrée à l'étude de la Révolution française, elle a longtemps orienté ses travaux vers Marie-Antoinette, étudiant en particulier l’image de la reine. Elle a également diversifié ses écrits sur les femmes au XVIIIe siècle, avec notamment des ouvrages sur Madame de Pompadour et Élisabeth Vigée Le Brun. Elle réfléchit à la place qu'occupe l'écrit ou la création artistique dans la vie quotidienne et intellectuelle de ces femmes, du XVIIIe siècle à nos jours.
Elle diversifie ses activités d'écriture en créant des projets historiques, citoyens et participatifs.

## Formation
Cécile Berly a fait ses études d'histoire à Paris I Panthéon-Sorbonne. À partir de la maîtrise, elle étudie à l'Institut d'histoire de la Révolution française (Paris I Panthéon-Sorbonne).

## Activités
- Conseillère scientifique des Journées européennes du patrimoine pour le château de Versailles (2012).[réf. nécessaire]
- Conseillère historique (et auteure de la préface) du livre d'illustrations Marie-Antoinette. Carnet secret d'une reine (éditions Soleil, collection Métamorphose, Delcourt, 2014) de Benjamin Lacombe.
- Intervenante sur France 2, France 5, Canal+, notamment pour La grande librairie, Secrets d'histoire, Visites privées (Stéphane Bern), Entrée libre (Laurent Goumarre), et sur les ondes de France Info, France Inter, France Culture, RTBF, Europe 1, RTL.
- Conférences et publications dans différentes revues : L'Histoire, Château de Versailles Magazine, Point de Vue Histoire, Ça m’intéresse Histoire.
- Divers ouvrages collectifs, tels que Une journée avec, sous la direction de Franz-Olivier Giesbert et Claude Quétel (Le Point, 2016).
- Membre du comité de lecture du premier Prix du livre d'histoire du château de Versailles (2018).
- Ouvrages audionumériques
- Conseillère, rédactrice de documentaires audiovisuels
- Avec Jean-Jacques Charles, deux livres d'art : Peindre la musique (Artlys, 2017) et L'Art et la Lettre (RMN, 2018), et un conte musical (créatrice du livret) : Citoyennes, Citoyens (2024)
- Directrice artistique du 1er salon du livre d'histoire de la Ville de Grasse (2024)
- Directrice artistique du 1er Festival Jules Roy de Vézelay (2024)

## Publications, créations
- Marie-Antoinette et ses biographes, L'Harmattan, 2006.
- Marie-Antoinette, Citadelles & Mazenod, 2010 (co-auteure).
- La Reine scandaleuse, Le Cavalier bleu, 2012.
- Marie-Antoinette à Versailles, Château de Versailles / Artlys, 2013.
- Lettres de Madame de Pompadour, Perrin, 2014.
- Benjamin Lacombe, Marie-Antoinette. Carnet secret d'une reine, éditions Soleil, collection Métamorphose - Delcourt, 2014.
- Louise Élisabeth Vigée Le Brun, Artlys, 2015.
- Idées reçues sur Marie-Antoinette, Le Cavalier bleu, 2015.
- Les femmes de Louis XV, Perrin, 2018.
- Catalogue exposition "Marie-Antoinette, métamorphose d'une image", sous la direction d'Antoine de Baecque. Éditions du Patrimoine - Centre des Monuments Nationaux, 2019.
- Marie-Antoinette. Une biographie expliquée par Cécile Berly. Coffret de 4 CD - Éditions Frémeaux & Associés et Presses Universitaires de France, 2019.
- Les femmes du XVIIIe siècle. Correspondances intimes et politiques. Madame de Pompadour / Marie-Antoinette, lues par Nicole Garcia. Coffret de 4 CD - Éditions Frémeaux & Associés, 2020.
- Trois femmes. Madame du Deffand, Madame Roland, Madame Vigée Le Brun. Éditions Passés Composés, 2020.
- Marie-Antoinette. Presses Universitaires de France, octobre 2020.
- La légèreté et le grave. Une histoire du XVIIIe siècle en tableaux. Éditions Passés Composés, 2021.
- Guillotinées : Marie-Antoinette, Madame du Barry, Madame Roland, Olympe de Gouges, Paris, Passés / Composés, 2023, 176 p. (ISBN 978-2-3793-3977-6, présentation en ligne).
- Elles écrivent, Passés Composés, 2024.

Avec Jean-Jacques Charles, compositeur : 
- Peindre la musique, Artlys, (2017)
- L'Art et la Lettre, RMN, (2018)
- Citoyennes, citoyens ! Conte musical avec récitants et chœur d'enfant (2024)
- Paris brûle-t-il ? et La Grande Vadrouille, L'occupation entre larmes et rires. Concert-conférence (2024)